# Троїцький (Благоварський район)
Тро́їцький (рос. Троицкий, башк. Троицкий) — село у складі Благоварського району Башкортостану, Росія. Адміністративний центр Троїцької сільської ради.
Населення — 408 осіб (2010; 445 в 2002).
Національний склад:
- росіяни — 40 %
- українці — 31 %

В радянські часи існували два населених пункти — Троїцький 1-й та Троїцький 2-й.